# Krasnogorskij (Mari El)
Krasnogorskij (ros. Красногорский, mar. Лушмара) – osiedle typu miejskiego w środkowej Rosji, na terenie wchodzącej w skład tego państwa Republiki Mari El, we wschodniej Europie.
Miejscowość liczy 7008  mieszkańców (1 stycznia 2005 r.).